# Сенна (Сілезьке воєводство)
Сенна (пол. Sienna) — село в Польщі, у гміні Ліпова Живецького повіту Сілезького воєводства.
Населення — 963 особи (2011).
У 1975-1998 роках село належало до Бельського воєводства.

## Демографія
Демографічна структура станом на 31 березня 2011 року:
|          | Загалом | Допрацездатний вік | Працездатний вік | Постпрацездатний вік |
| -------- | ------- | ------------------ | ---------------- | -------------------- |
| Чоловіки | 466     | 106                | 321              | 39                   |
| Жінки    | 497     | 105                | 282              | 110                  |
| Разом    | 963     | 211                | 603              | 149                  |